# Burnside City
Koordinaten: 34° 56′ S, 138° 40′ O

Die City of Burnside ist ein lokales Verwaltungsgebiet (LGA) im australischen Bundesstaat South Australia. Burnside gehört zur Metropole Adelaide, der Hauptstadt von South Australia. Das Gebiet ist 28 km² groß und hat etwa 44.000 Einwohner (2016).
Burnside schließt im Nordwesten an das Stadtzentrum von Adelaide an. Das Gebiet beinhaltet 28 Stadtteile:
Auldana, Beaumont, Beulah Park, Burnside, Dulwich, Eastwood, Erindale, Frewville, Glen Osmond, Glenside, Glenunga, Hazelwood, Kensington Gardens, Kensington Park, Leabrook, Leawood Gardens, Linden Park, Magill, Mount Osmond, Rose Park, Rosslyn Park, Skye, St. Georges, Stonyfell, Toorak Gardens, Tusmore, Waterfall Gully und Wattle Park. Der Verwaltungssitz des Councils befindet sich im Stadtteil Tusmore, wo etwa 1.300 Einwohner leben.
1839 ließ sich erstmals ein schottischer Siedler in der Gegend nieder und gründete eine Farm. Fünf Jahre später ließ sich Christopher Penfold in Magill nieder und begann mit dem Weinanbau. Penfolds ist einer der ältesten australischen Winzer und exportiert heute weltweit. Magill und Nuriootpa im Barossa Valley sind die zwei Anbaugebiete von Penfolds.
In dem hügeligen Gebiet um den 384 m hohen Mount Osmond wurde in den frühen Zeiten Bergbau betrieben, und die Minenschächte können heute noch besichtigt werden.
Burnside ist vorwiegend ein wohlhabenderes Wohngebiet mit viel Parkanlagen.

## Verwaltung
Der Burnside City Council hat 13 Mitglieder. Zwölf Councillor werden von den Bewohnern der 6 Wards gewählt werden (je zwei aus Kensington Park, Kensington Gardens & Magill, Rose Park & Toorak Gardens, Burnside, Beaumont und Eastwood & Glenunga), auf die 28 Stadtteile verteilt sind. Der Ratsvorsitzende und Mayor (Bürgermeister) wird zusätzlich von allen Bewohnern der City gewählt.